# Lorcy (Belgique)
Pour l’article homonyme, voir Lorcy (homonymie).
Lorcy est un village de l'Ardenne belge se trouvant immédiatement à l'ouest de la ville de Saint-Hubert à laquelle il est aujourd'hui administrativemen rattaché. (Région wallonne de Belgique). Avant la fusion de communes de 1977, il faisait partie d’Arville.

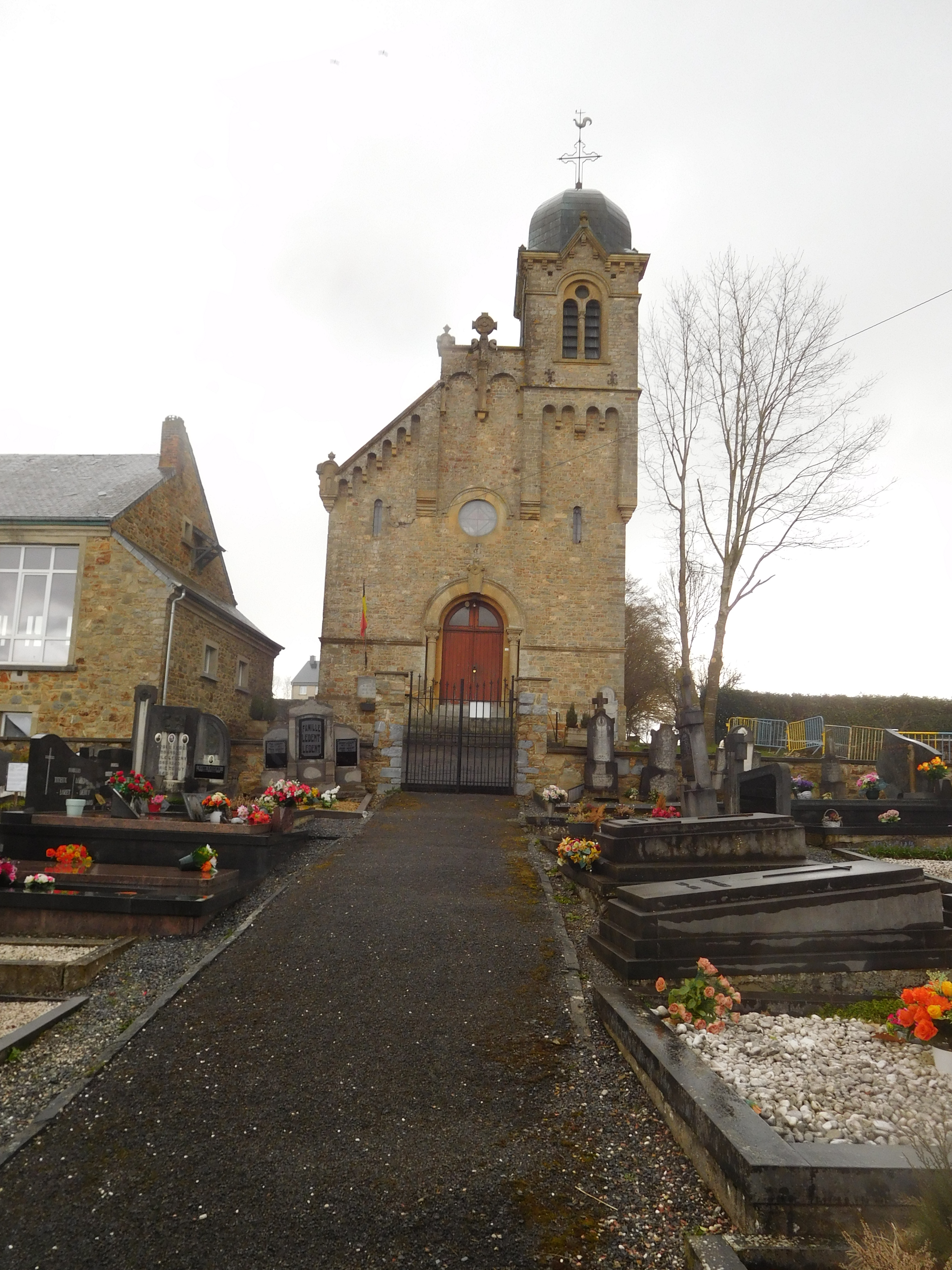
À Lorcy, il faut passer par le cimetière pour arriver à l'église

## Histoire
Localité relevant du domaine de l'abbaye de Saint-Hubert (1re mairie, Saint-Hubert) sous l'Ancien Régime, Lorcy est sous l'autorité du gouvernement autrichien des Pays-Bas (Duché de Luxembourg) en vertu du traité des limites du 16 mai 1769. 
Commune du département de Sambre-et-Meuse sous le régime révolutionnaire français (1795-1814), le village revient au Grand-Duché de Luxembourg par l’acte final du Congrès de Vienne du 9 juin 1815. 
La commune fusionne avec Arville en 1823, sous le régime hollandais.

## Géographie
Lorcy se trouve à mi-chemin entre Arville à l’ouest et Saint-Hubert au sud-est.

## Patrimoine
- L’église Saint-Martin est architecturalement curieuse. Elle a saint Martin pour patron.